# Trichaeta bivittata
Trichaeta bivittata là một loài bướm đêm thuộc phân họ Arctiinae, họ Erebidae.